# Galée (imprimerie)
Pour les articles homonymes, voir Galée.

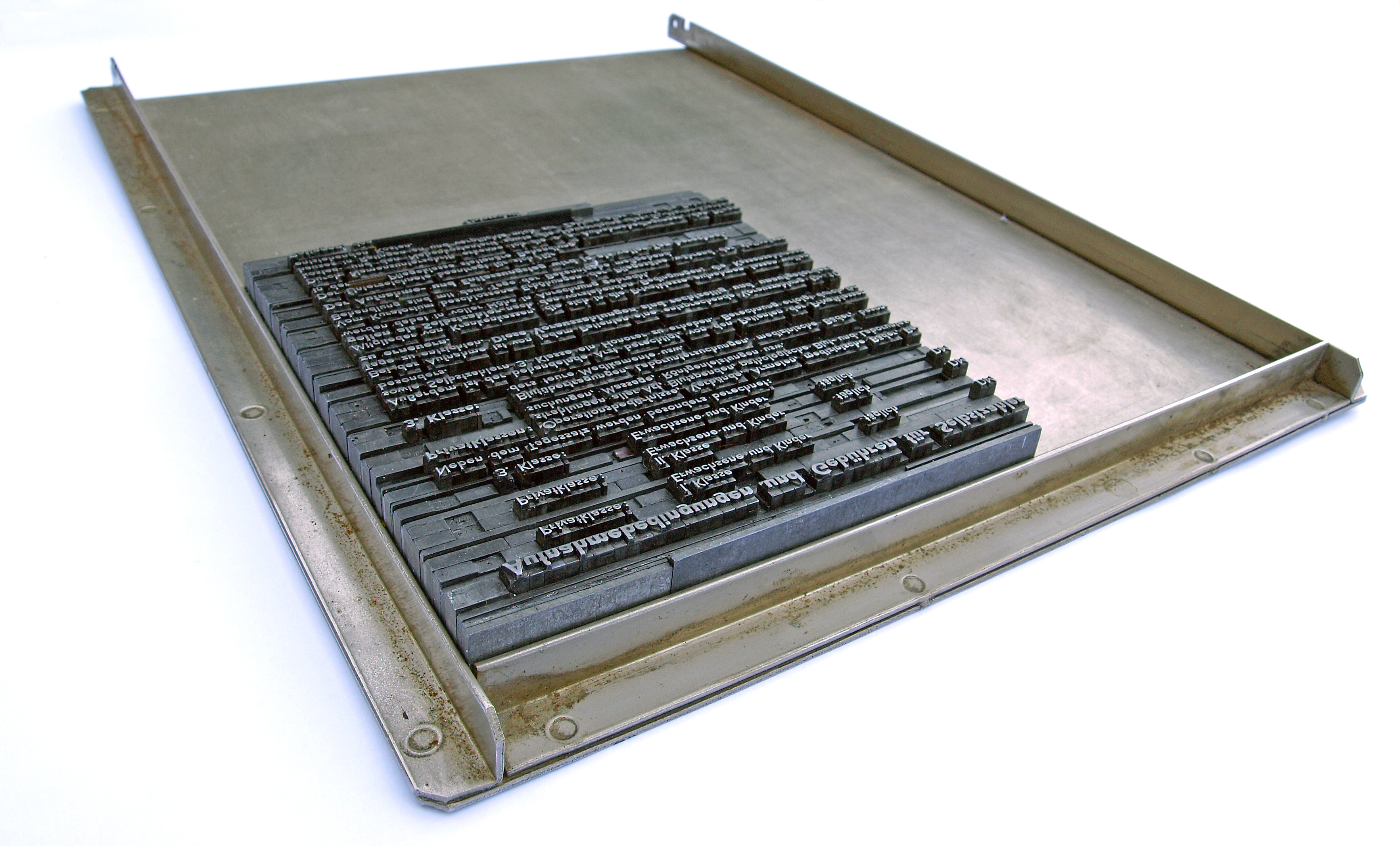
Composition sur une galée.

La galée est un plateau de bois à l'origine, puis de métal (zinc ou cuivre) d'une taille légèrement supérieure à celle d'une page de livre ou de journal, utilisé par les typographes pour y déposer l'une après l'autre les lignes de caractères qu'ils ont assemblées dans leur composteur. Elle est garnie de rebords en surépaisseur sur deux ou trois côtés, qui maintiennent la composition en place ; elle peut être munie d'une poignée. Une galée allongée était appelée « violon ».
Certaines galées possédaient des bords amovibles, la planche seule, de faible épaisseur, était appelée « coulisse de galée » et permettait de faire glisser plus facilement sur le marbre les compositions trop grandes ou trop fragiles.
La galée permet de faire les retouches nécessaires sur l'ensemble de la page composée : mise en page, équilibrage des textes, interlignage, etc. Elle est indispensable pour faire des tableaux. On pouvait faire à partir de la galée un tirage rapide d'une épreuve de contrôle, ou morasse : l'épreuve s'appelle toujours en anglais galley proof (« épreuve de galée »).
Faire des remaniements sur la galée était dit, dans l'argot des typographes, par allitération, « aller en Galilée ».
La galée faisait partie, avec le composteur, le visorium, les pinces (brucelles) et éventuellement le typomètre, du « saint-jean » : ensemble du petit matériel appartenant en propre à chaque ouvrier typographe (saint Jean Porte latine étant le patron des imprimeurs).